# جان داگلاس (جراح)
جان داگلاس (انگلیسی: John Douglas؛ ‏ درگذشت ۲۵ ژوئن ۱۷۴۳) جراح و سنگ‌بردار برجستهٔ اسکاتلندی بود. او یکی از هفت پسر ویلیام داگلاس (متوفی ۱۷۰۵) و برادرِ جیمز داگلاس پزشکِ مخصوصِ ملکه بود. وی مدتی جراح بیمارستان وست مینستر بود. او در سال 1720 به‌عنوان همکار انجمن سلطنتی انتخاب شد.
او نویسنده چندین رسالۀ بحث‌برانگیز پزشکی بود که در آن آثار چمبرلین، چپمن و ویلیام چسلدن را نقد کرد که اکثر آنها اکنون فراموش شده‌اند.
کتاب سنگ‌برداری او در سال ۱۷۲۴ به فرانسوی ترجمه شد.